# 2001-es Winston Cup Series
A 2002-es NASCAR Winston Cup Series volt a legmagasabb osztályú amerikai szériaautó-versenyzés ötvenharmadik szezonja (a harmincadik a modern érában). A szezonban 36 versenyt rendeztek, mely a Daytona 500-zal vette kezdetét és a New Hampshire 300-zal ért véget.
A bajnoki címet Jeff Gordon szerezte meg, pályafutása során negyedszer, és mint később kiderült, utoljára. Mögötte Tony Stewart és Sterling Marlin zárt. A Daytona 500-at Michael Waltrip nyerte, pályafutása során először. A szezont beárnyékolta a legendás hétszeres bajnok Dale Earnhardt halála a daytonai szezonnyitón. Az év újonca az elhunyt Earnhardt helyére beugró Kevin Harvick lett, aki kilencedikként zárt összetettben, megelőzve Casey Atwoodot. és Kurt Buscht.
A Dodge 1985 után először vett részt a sorozatban. A konstruktőri bajnok a Chevrolet lett tizenhat győzelemmel.

## Versenyzők, csapatok

### Teljes szezon
| Autó      | Csapat                                 | #  | Versenyző               | Versenymérnök      |
| --------- | -------------------------------------- | -- | ----------------------- | ------------------ |
| Chevrolet | Andy Petree Racing                     | 33 | Joe Nemechek 31         | Chris Carrier      |
| Chevrolet | Andy Petree Racing                     | 33 | Bobby Hamilton, Jr. 3   | Chris Carrier      |
| Chevrolet | Andy Petree Racing                     | 33 | Wally Dallenbach, Jr. 1 | Chris Carrier      |
| Chevrolet | Andy Petree Racing                     | 33 | Scott Pruett 1          | Chris Carrier      |
| Chevrolet | Andy Petree Racing                     | 55 | Bobby Hamilton          | Jimmy Elledge      |
| Chevrolet | Dale Earnhardt, Inc.                   | 1  | Steve Park 24           | Paul Andrews       |
| Chevrolet | Dale Earnhardt, Inc.                   | 1  | Kenny Wallace 12        | Paul Andrews       |
| Chevrolet | Dale Earnhardt, Inc.                   | 8  | Dale Earnhardt, Jr.     | Tony Eury, Sr.     |
| Chevrolet | Dale Earnhardt, Inc.                   | 15 | Michael Waltrip         | Scott Eggleston    |
| Chevrolet | Hendrick Motorsports                   | 5  | Terry Labonte           | Gary DeHart        |
| Chevrolet | Hendrick Motorsports                   | 24 | Jeff Gordon             | Robbie Loomis      |
| Chevrolet | Hendrick Motorsports                   | 25 | Jerry Nadeau            | Tony Furr          |
| Chevrolet | Morgan-McClure Motorsports             | 4  | Robby Gordon 5          | David Ifft         |
| Chevrolet | Morgan-McClure Motorsports             | 4  | Kevin Lepage 23         | David Ifft         |
| Chevrolet | Morgan-McClure Motorsports             | 4  | Bobby Hamilton, Jr. 7   | David Ifft         |
| Chevrolet | Morgan-McClure Motorsports             | 4  | Rich Bickle 1           | David Ifft         |
| Chevrolet | Richard Childress Racing               | 31 | Mike Skinner 23         | Royce McGee        |
| Chevrolet | Richard Childress Racing               | 31 | Robby Gordon 12         | Royce McGee        |
| Chevrolet | Richard Childress Racing               | 31 | Jeff Green 1            | Royce McGee        |
| Dodge     | Bill Davis Racing                      | 22 | Ward Burton             | Tommy Baldwin, Jr. |
| Dodge     | Bill Davis Racing                      | 93 | Dave Blaney             | Doug Randolph      |
| Dodge     | Chip Ganassi Racing with Felix Sabates | 40 | Sterling Marlin         | Lee McCall         |
| Dodge     | Chip Ganassi Racing with Felix Sabates | 01 | Jason Leffler (Ú) 34    | Kevin Cram         |
| Dodge     | Chip Ganassi Racing with Felix Sabates | 01 | Scott Pruett 1          | Kevin Cram         |
| Dodge     | Chip Ganassi Racing with Felix Sabates | 01 | Dorsey Schroeder 1      | Kevin Cram         |
| Dodge     | Evernham Motorsports                   | 9  | Bill Elliott            | Mike Ford          |
| Dodge     | Evernham Motorsports                   | 19 | Casey Atwood (Ú)        | Patrick Donahue    |
| Dodge     | Melling Racing                         | 92 | Stacy Compton           | Chad Knaus         |
| Dodge     | Petty Enterprises                      | 43 | John Andretti           | Greg Steadman      |
| Dodge     | Petty Enterprises                      | 44 | Buckshot Jones 35       | Mark Tutor         |
| Dodge     | Petty Enterprises                      | 44 | Wally Dallenbach, Jr. 1 | Mark Tutor         |
| Dodge     | Petty Enterprises                      | 45 | Kyle Petty              | Chris Hussey       |
| Ford      | Brett Bodine Racing                    | 11 | Brett Bodine            | Mike Hillman       |
| Ford      | Donlavey Racing                        | 90 | Hut Stricklin 27        | Bobby King         |
| Ford      | Donlavey Racing                        | 90 | Brian Simo 2            | Bobby King         |
| Ford      | Donlavey Racing                        | 90 | Rick Mast 5             | Bobby King         |
| Ford      | Haas-Carter Motorsports                | 26 | Jimmy Spencer           | Donnie Wingo       |
| Ford      | Haas-Carter Motorsports                | 66 | Todd Bodine             | Larry Carter       |
| Ford      | Jasper Motorsports                     | 77 | Robert Pressley 34      | Ryan Pemberton     |
| Ford      | Jasper Motorsports                     | 77 | Boris Said 2            | Ryan Pemberton     |
| Ford      | Team Penske                            | 2  | Rusty Wallace           | Robin Pemberton    |
| Ford      | Team Penske                            | 12 | Jeremy Mayfield 28      | Peter Sospenzo     |
| Ford      | Team Penske                            | 12 | Mike Wallace 8          | Peter Sospenzo     |
| Ford      | PPI Motorsports                        | 32 | Ricky Craven            | Mike Beam          |
| Ford      | Robert Yates Racing                    | 28 | Ricky Rudd              | Michael McSwain    |
| Ford      | Robert Yates Racing                    | 88 | Dale Jarrett            | Todd Parrott       |
| Ford      | Roush Racing                           | 6  | Mark Martin             | Jimmy Fennig       |
| Ford      | Roush Racing                           | 17 | Matt Kenseth            | Robbie Reiser      |
| Ford      | Roush Racing                           | 97 | Kurt Busch (Ú)          | Matt Chambers      |
| Ford      | Roush Racing                           | 99 | Jeff Burton             | Frank Stoddard     |
| Ford      | Ultra Motorsports                      | 7  | Mike Wallace 25         | Jim Long           |
| Ford      | Ultra Motorsports                      | 7  | Ted Musgrave 1          | Jim Long           |
| Ford      | Ultra Motorsports                      | 7  | Robby Gordon 2          | Jim Long           |
| Ford      | Ultra Motorsports                      | 7  | Kevin Lepage 8          | Jim Long           |
| Ford      | Wood Brothers Racing                   | 21 | Elliott Sadler          | Pat Tryson         |
| Pontiac   | A. J. Foyt Racing                      | 14 | Ron Hornaday, Jr. (Ú)   | Phillipe Lopez     |
| Pontiac   | Joe Gibbs Racing                       | 18 | Bobby Labonte           | Jimmy Makar        |
| Pontiac   | Joe Gibbs Racing                       | 20 | Tony Stewart            | Greg Zipadelli     |
| Pontiac   | MBV Motorsports                        | 10 | Johnny Benson, Jr.      | James Ince         |
| Pontiac   | MBV Motorsports                        | 36 | Ken Schrader            | Sammy Johns        |

### Részszezon
| Autó      | Csapat                                 | #  | Versenyző         | Versenymérnök      | Versenyek |
| --------- | -------------------------------------- | -- | ----------------- | ------------------ | --------- |
| Chevrolet | BAM Racing                             | 49 | Rich Bickle       |                    | 1         |
| Chevrolet | Bill McAnally Racing                   | 62 | Brendan Gaughan   |                    | 1         |
| Chevrolet | Dark Horse Motorsports                 | 47 | Lance Hooper      |                    | 1         |
| Chevrolet | Hendrick Motorsports                   | 48 | Jimmie Johnson    | Ken Howes          | 3         |
| Chevrolet | Marcis Auto Racing                     | 71 | Dave Marcis       | Bob Marcis         | 13        |
| Chevrolet | Marcis Auto Racing                     | 71 | Dick Trickle      | Bob Marcis         | 1         |
| Chevrolet | Marcis Auto Racing                     | 72 | Dwayne Leik       | Bob Marcis         | 1         |
| Chevrolet | Midwest Transit Racing                 | 50 | Rick Mast         | Greg Connors       | 16        |
| Chevrolet | Midwest Transit Racing                 | 50 | Rich Bickle       | Greg Connors       | 1         |
| Chevrolet | NEMCO Motorsports                      | 87 | Ron Fellows       |                    | 2         |
| Chevrolet | Norm Benning Racing                    | 84 | Norm Benning      |                    | 1         |
| Chevrolet | Richard Childress Racing               | 3  | Dale Earnhardt    | Kevin Hamlin       | 1         |
| Chevrolet | Richard Childress Racing               | 29 | Kevin Harvick (Ú) | Kevin Hamlin       | 35        |
| Chevrolet | Richard Childress Racing               | 30 | Jeff Green        | Todd Berrier       | 9         |
| Chevrolet | TWC Motorsports                        | 68 | Anthony Lazzaro   |                    | 2         |
| Chevrolet | SCORE Motorsports                      | 13 | Hermie Sadler     | Jim Long           | 10        |
| Dodge     | Bill Davis Racing                      | 23 | Hut Stricklin     | Tommy Baldwin, Jr. | 1         |
| Dodge     | Bogart Racing                          | 70 | Rick Bogart       |                    | 1         |
| Dodge     | Chip Ganassi Racing with Felix Sabates | 04 | Jason Leffler (Ú) | Kevin Cram         | 1         |
| Dodge     | Mansion Motorsports                    | 85 | Carl Long         |                    | 9         |
| Ford      | Mansion Motorsports                    | 85 | Carl Long         | 3                  |           |
| Ford      | Brett Bodine Racing                    | 09 | Geoffrey Bodine   |                    | 2         |
| Ford      | Dark Horse Motorsports                 | 47 | Lance Hooper      |                    | 2         |
| Ford      | Donlavey Racing                        | 91 | Rick Mast         | Junie Donlavey     | 1         |
| Ford      | Hover Motorsports                      | 80 | Morgan Shepherd   |                    | 1         |
| Ford      | Larry Clement Racing                   | 46 | Frank Kimmel      |                    | 3         |
| Ford      | Michael Kranefuss Racing               | 84 | Shawna Robinson   |                    | 4         |
| Ford      | Team Penske                            | 02 | Ryan Newman (Ú)   | Matt Borland       | 7         |
| Ford      | Phoenix Racing                         | 51 | Jeff Purvis       |                    | 4         |
| Ford      | PPI Motorsports                        | 96 | Andy Houston (Ú)  | Joe Garone         | 25        |
| Ford      | Sadler Brothers Racing                 | 95 | Ed Berrier        |                    | 1         |
| Ford      | Shepherd Racing Ventures               | 89 | Morgan Shepherd   |                    | 1         |
| Ford      | Team CLR                               | 57 | David Keith       |                    | 2         |
| Ford      | Team CLR                               | 57 | Derrike Cope      | 3                  |           |
| Pontiac   | A. J. Foyt Racing                      | 41 | Mark Green        | Phillipe Lopez     | 1         |
| Pontiac   | BAM Racing                             | 49 | Andy Hillenburg   |                    | 4         |
| Pontiac   | Eel River Racing                       | 27 | Kenny Wallace     | Barry Dodson       | 16        |
| Pontiac   | Eel River Racing                       | 27 | Mike Bliss        | Barry Dodson       | 3         |
| Pontiac   | Eel River Racing                       | 27 | Rick Mast         | Barry Dodson       | 9         |
| Pontiac   | Qwest Motor Racing                     | 37 | Derrike Cope      | Joey Knuckles      | 3         |

## Versenynaptár
| #  | Verseny                              | Helyszín                                      | Időpont        |
| -- | ------------------------------------ | --------------------------------------------- | -------------- |
|    | Budweiser Shootout                   | Daytona International Speedway, Daytona Beach | Február 11.    |
|    | Gatorade 125s                        | Daytona International Speedway, Daytona Beach | Február 15.    |
| 1  | Daytona 500                          | Daytona International Speedway, Daytona Beach | Február 18.    |
| 2  | Dura Lube 400                        | North Carolina Speedway, Rockingham           | Február 25-26. |
| 3  | UAW-DaimlerChrysler 400              | Las Vegas Motor Speedway, Las Vegas           | Március 4.     |
| 4  | Cracker Barrel Old Country Store 500 | Atlanta Motor Speedway, Hampton               | Március 11.    |
| 5  | Carolina Dodge Dealers 400           | Darlington Raceway, Darlington                | Március 18.    |
| 6  | Food City 500                        | Bristol Motor Speedway, Bristol               | Március 25.    |
| 7  | Harrah's 500                         | Texas Motor Speedway, Fort Worth              | Április 1.     |
| 8  | Virginia 500                         | Martinsville Speedway, Ridgeway               | Április 8.     |
| 9  | Talladega 500                        | Talladega Superspeedway, Talladega            | Április 22.    |
| 10 | NAPA Auto Parts 500                  | California Speedway, Fontana                  | Április 29.    |
| 11 | Pontiac Excitement 400               | Richmond International Raceway, Richmond      | Május 5.       |
|    | No Bull Sprint                       | Lowe's Motor Speedway, Concord                | Május 19.      |
|    | Winston Open                         | Lowe's Motor Speedway, Concord                | Május 19.      |
|    | The Winston                          | Lowe's Motor Speedway, Concord                | Május 19-20.   |
| 12 | Coca-Cola 600                        | Lowe's Motor Speedway, Concord                | Május 27.      |
| 13 | MBNA Platinum 400                    | Dover Downs International Speedway, Dover     | Június 3.      |
| 14 | Kmart 400                            | Michigan International Speedway, Brooklyn     | Június 10.     |
| 15 | Pocono 500                           | Pocono Raceway, Long Pond                     | Június 17.     |
| 16 | Dodge/Save Mart 350                  | Sears Point Raceway, Sonoma                   | Június 24.     |
| 17 | Pepsi 400                            | Daytona International Speedway, Daytona Beach | Július 7.      |
| 18 | Tropicana 400                        | Chicagoland Speedway, Joliet                  | Július 15.     |
| 19 | New England 300                      | New Hampshire International Speedway, Loudon  | Július 22.     |
| 20 | Pennsylvania 500                     | Pocono Raceway, Long Pond                     | Július 29.     |
| 21 | Brickyard 400                        | Indianapolis Motor Speedway, Speedway         | Augusztus 5.   |
| 22 | Global Crossing at the Glen          | Watkins Glen International, Watkins Glen      | Augusztus 12.  |
| 23 | Pepsi 400 Presented by Meijer        | Michigan International Speedway, Brooklyn     | Augusztus 19.  |
| 24 | Sharpie 500                          | Bristol Motor Speedway, Bristol               | Augusztus 25.  |
| 25 | Mountain Dew Southern 500            | Darlington Raceway, Darlington                | Szeptember 2.  |
| 26 | Chevrolet Monte Carlo 400            | Richmond International Raceway, Richmond      | Szeptember 8.  |
| 27 | MBNA Cal Ripken, Jr. 400             | Dover Downs International Speedway, Dover     | Szeptember 23. |
| 28 | Protection One 400                   | Kansas Speedway, Kansas City                  | Szeptember 30. |
| 29 | UAW-GM Quality 500                   | Lowe's Motor Speedway, Concord                | Október 7.     |
| 30 | Old Dominion 500                     | Martinsville Speedway, Ridgeway               | Október 14.    |
| 31 | EA Sports 500                        | Talladega Superspeedway, Talladega            | Október 21.    |
| 32 | Checker Auto Parts 500               | Phoenix International Raceway, Phoenix        | Október 28.    |
| 33 | Pop Secret Microwave Popcorn 400     | North Carolina Speedway, Rockingham           | November 4.    |
| 34 | Pennzoil Freedom 400                 | Homestead-Miami Speedway, Homestead           | November 11.   |
| 35 | NAPA 500                             | Atlanta Motor Speedway, Hampton               | November 18.   |
| 36 | New Hampshire 300                    | New Hampshire International Speedway, Loudon  | November 23.   |

## A bajnokság végeredménye
1. 24 - Jeff Gordon – 5112
2. 20 - Tony Stewart – 4763
3. 40 - Sterling Marlin – 4741
4. 28 - Ricky Rudd – 4706
5. 88 - Dale Jarrett – 4612
6. 18 - Bobby Labonte – 4561
7. 2 - Rusty Wallace – 4481
8. 8 - Dale Earnhardt, Jr. – 4460
9. 29 - Kevin Harvick (Ú)  – 4406
10. 99 - Jeff Burton – 4394
11. 10 - Johnny Benson Jr. – 4152
12. 6 - Mark Martin –  4095
13. 17 - Matt Kenseth – 3982
14. 22 - Ward Burton – 3846
15. 9 - Bill Elliott – 3824
16. 26 - Jimmy Spencer – 3782
17. 25 - Jerry Nadeau – 3675
18. 55 - Bobby Hamilton – 3575
19. 36 - Ken Schrader – 3480
20. 21 - Elliott Sadler – 3471
21. 32 - Ricky Craven – 3379
22. 93 - Dave Blaney – 3303
23. 5 - Terry Labonte – 3280
24. 15 - Michael Waltrip −3159
25. 77 - Robert Pressley – 3156
26. 19 - Casey Atwood (Ú)  – 3132
27. 97 - Kurt Busch (Ú)  – 3081
28. 33 - Joe Nemechek – 2994
29. 66 - Todd Bodine – 2960
30. 11 - Brett Bodine – 2948
31. 43 - John Andretti – 2943
32. 1 - Steve Park – 2854
33. 92 - Stacy Compton – 2752
34. 7 - Mike Wallace – 2693
35. 12 - Jeremy Mayfield – 2651
36. 4 - Kevin Lepage – 2461
37. 01 - Jason Leffler (Ú)  – 2413
38. 14 - Ron Hornaday, Jr. (Ú)  – 2305
39. 1 - Kenny Wallace – 2054
40. 31 - Mike Skinner – 2029
41. 44 - Buckshot Jones – 1939
42. 90 - Hut Stricklin – 1770
43. 45 - Kyle Petty – 1673
44. 31 - Robby Gordon – 1552
45. 50 - Rick Mast –  1187
46. 96 - Andy Houston (Ú)  – 1123
47. 33 - Bobby Hamilton, Jr. – 748
48. 30 - Jeff Green – 539
49. 02 - Ryan Newman – 497
50. 77 - Boris Said  – 272